# Robert Johnson
Robert Leroy Johnson ( 8. maj 1911 – 16. august 1938) var en amerikansk blues musiker, og blandt de berømteste Delta blues musikere. Johnsons ifølge rygterne lidelsesfulde, mangelfuldt dokumenterede karriere og død som 27-årig har affødt mange myter om ham.
Som ung fik han et barn med Vergie Mae Smith, inden han som tyveårig giftede sig med Caletta Craft i 1931. I 1932 boede parret i Clarksdale, Mississippi, hvor Caletta døde i barselssengen. Herefter bandt han sig ikke til en kvinde, men havde mange forskellige forhold til de kvindelige tilhørere efter sine koncerter.
Johnson fik ry som en fremragende live-musiker, hvis repertoire omfattede meget andet end blues. Han nåede blot at indspille 29 numre, som blev optaget i perioden november 1936 til juni 1937. De to albums solgte meget beskedent i hans levetid, og først efter en genudgivelse af hans indspilninger i 1961 på King of the Delta Blues Singers, blev der skabt fornyet opmærksomhed om hans sange. Han nævnes af mange rockmusikere som en vigtig inspirator for deres musik. Hans epokegørende indspilninger fra 1936–1937 viser en bemærkelsesværdig kombination af sang- og guitarbeherskelse, og et talent for sangskrivning, der har inspireret generationer af musikere. Johnson blev optaget i Rock and Roll Hall of Fame ved den første prisuddeling i 1986, hvor han blev krediteret for sin indflydelse på rock and roll. I 2010 blev han udnævnt som nummer 5 på listen over The 100 Greatest Guitarist of All Time i magasinet Rolling Stone.

## Tidligt liv
Johnson blev født i Hazlehurst, Mississippi som søn af Julia Major Dodds (født 1874) og Noah Johnson (født december 1884). Julia havde tidligere været gift med Charles Dodds med hvem hun havde adskillige børn. Charles Dodds måtte imidlertid flygte fra en bande. der ville lynche ham. Noah Johnson forsvandt også og efter to år forlod Julia Hazlehurst med sin baby Robert, som hun afleverede til sin ægtefælle, der havde taget navneforandring til Charles Spencer.i Memphis.
Robert blev dog genforenet med sin mor i 1919 i Mississippi-deltaet. Hun havde giftet sig igen, denne gang med Will "Dusty" Willis, som var 24 år yngre end hende. Allerede mens han gik i skole, registreret som Robert Spencer, spillede Robert mundharmonika og efter endt skolegang opsporede han sin biologiske far. Herefter tog han efternavn efter denne.

## Karriere
Bluesmusikeren Son House mødte Johnson i Robinsonville og beskrev ham som en kompetent mundharmonikaspiller, men elendig guitarist. Johnson drog kort efter til Martinsville, hvor han lærte nogle guitartrick af Isaiah "Ike" Zimmerman. Zimmerman har ikke efterladt sig spor i form af optagelser, men der gik et rygte om, at han havde lært at spille guitar på overnaturlig vis ved at opsøge kirkegårde ved midnat.  Han blev efter sigende en slags mentor for Johnson, og -overnaturligt eller ej- da Johnson vendte tilbage til Robinsonville, havde han tilsyneladende tilegnet sig en unik guitar teknik.
Det var under opholdet i Martinsville han fik et barn med Vergie Mae Smith, inden han som tyveårig giftede sig med Caletta Craft i 1931. I 1932 boede parret i Clarksdale, Mississippi, hvor Caletta døde i barselssengen.
Fra 1932 til sin død i 1938 turnerede Johnson hyppigt i byer som Memphis, Tennessee, Chicago og Helena,Arkansas, men også i mindre byer i Mississippi-deltaet og Arkansas. Ved enkelte lejligheder spillede han sammen med bluesmusikeren Johnny Shines i Chicago, Texas, New York og Kentucky samt Canada. 
I en række biografier har forfatterne ledt efter materiale, der kan dokumentere hans kortvarige karriere. Især har de forsøgt at opspore udsagn fra personer, der havde et godt kendskab til ham: Shines, som fulgte ham på forskellige turneer. David "Honeyboy" Edwards, hvis kusine, Willie Mae Powell, Johnson havde et forhold til. Ud fra en række indbyrdes uenige kilder har biografierne således forsøgt at skabe et troværdigt billede af Johnson.
"Han havde gode manerer, talte pænt og var ubestikkelig". "Det ser ud til at alle er enige om, at samtidig med, at han var venlig og åben over for sit publikum, var han også reserveret om sit privatliv og gik sin egen vej". "Musikere, som kendte Johnson har tilkendegivet, at han var en fin fyr med et stort talent for musik, men havde en svaghed for whiskey og kvinder, samtidig med, at han var bundet til sine turneer."
Når Johnson nåede en ny by, spillede han ikke altid sine originale bluesmelodier, men forsøgte at fange publikum med populære sange fra forskellige genrer.
Shines var 17 år gammel, da han mødte Johnson for første gang i 1933. Han omtalte Johnson således:
 Robert var en meget venlig person, selv om han af og til kunne være i dårligt humør. Og jeg var sammen med Robert i flere år. for En aften forsvandt han pludselig. Han var egentlig en underlig fyr.(..) på et tidspunkt tjente vi penge nok, men alligevel forsvandt han og lod mig stå der alene, selv om vi skulle spille sammen. Og så så jeg ham ikke i to eller tre uger.

I sit sidste leveår flyttede Johnson til St. Louis, men turnerede i Illinois. Columbia Records producer John H. Hammond havde købt hans plader og prøvede at opspore ham for at engagere ham til den første "From Spirituals to Swing" koncert i Carnegie Hall i New York. Da han fik at vide, at Johnson netop var død, engagerede Hammond i stedet Big Bill Broonzy, som spillede to af Johnsons numre som tribut.

## Originalitet
Johnson var blot en af flere omvandrende musikere, som inspirerede hinanden inden for det relativt begrænsede område i deltaet. Derfor er der i en række tilfælde tvivl om, hvem der er den oprindelige komponist til en af de klassiske bluessange. Ofte er det kun pladeudgivelserne, som kan benyttes til at fastlægge ophavsmanden til en bluessang.
Med udgangspunkt i de 29 sange, han indspillede, anses Robert Johnson for at have opfundet en væsentlig del af de guitarriffs, som bluesmusikerne stadig bygger videre på.  Et eksempel er riffet i If I had possesion over judgement day, som er basis for f.eks. Muddy Waters Rolling and Tumbling.

## Inspiration
Alle Robert Johnsons numre anses for klassikere, og de har inspireret utallige blues- og Rock – guitarister. Eric Clapton har betegnet ham som "den vigtigste bluesmusiker, der nogensinde har levet." Clapton har udgivet en hyldest CD, Me and Mr. Johnson, som udelukkende indeholder Robert Johnson kompositioner og tillige medvirket på de fleste af hans øvrige sange, blandt andet sammen med John Mayall og Cream. The Rolling Stones er blandt de talrige Bands, der har indspillet Love in Vain, mens I Believe I'll Dust My Broom – undertiden under titlen Dust my Blues – er indspillet af mere end hundrede Bluesmusikere. Alle Johnsons kompositioner er blevet genindspillet af Peter Green (Peter Green Splinter Group) på Me and the Devil fra 2001. Blandt hans beundrere er også Keith Richards, som har fortalt, at da Brian Jones introducerede ham til Johnsons musik, udbrød han:"Hvem er den anden fyr, der spiller sammen med ham?"- Richards havde ikke forstået, at der kun var én guitar, spillet af Johnson. "Jeg kunne høre to guitarer og det tog mig lang tid at indse, at han spillede det hele selv.", sagde Richards, som senere udtalte, at "Robert Johnson var alene mand et helt orkester."

## En interessant teori
Mange eksperter har påpeget, at Johnsons stemme er usædvanlig lys på de to originale Albums, og på denne baggrund er opstået en diskussion om, hvorvidt pladeselskabet har forøget tempoet på disse indspilninger.   Det hævdes her, at indspilningerne lyder mere autentiske, hvis de spilles i 80% af det tempo, som pladerne anvender. Nogle numre, f.eks. Love in Vain lyder imidlertid "uldne" i det alternative tempo, mens andre, f.eks. Me and the devil blues, forekommer mere autentiske i det "nye" tempo.

## Myter
Der er mange myter om Johnson, bl.a., at han solgte sin sjæl til djævelen for at opnå bedre færdighed
som guitarist. . Teksterne på  Me and the devil blues og Cross Road Blues har bidraget til denne myte.

## Kompositioner af Robert Johnson
1936
32-20 Blues
Come On In My Kitchen
Cross Road Blues
Dead Shrimp Blues
I Believe I'll Dust My Broom
If I Had Possession Over Judgment Day
Kindhearted Woman Blues
Last Fair Deal Gone Down
Phonograph Blues
Preaching Blues (Up Jumped the Devil)
Rambling On My Mind
Sweet Home Chicago
Terraplane Blues
They're Red Hot
Walking Blues
When You Got a Good Friend
1937
Drunken Hearted Man
From Four Till Late
Hellhound On My Trail
Honeymoon Blues
I'm a Steady Rollin' Man
Little Queen of Spades
Love in Vain
Malted Milk
Me and the Devil Blues
Milkcow's Calf Blues
Stones in my Passway
Stop Breakin' Down Blues
Traveling Riverside Blues

### Dansksproget
- Mørup, Bjarne (2008)Blues, Systime Isbn 13:978-87-616-1333-2
- Mezzo & J. M. Dupont: Love in vain-Robert Johnson 1911-1938, Grafisk novelle, Forlaget Fahrenheit 2018, ISBN 978-87-7176-118-4

### Internationalt
- Blues World – Booklet No.1 – Robert Johnson – Four Editions, First published 1967
- Blesh, Rudi (1946) "Jazz Begins" quoted in Marybeth Hamilton (below).
- Charters, Samuel B (1959). The Country Blues. Rinehart.
- Charters, Samuel B (1967). The Bluesman. The story of the music of the men who made the Blues. Oak Publications.
- Charters, Samuel B (1973). Robert Johnson. Oak Publication. ISBN 0-8256-0059-6
- Edwards, David Honeyboy (1997). The World Don't Owe Me Nothing. The Life and Times of Delta Bluesman Honeyboy Edwards. Chicago Review Press. ISBN 1-55652-368-8
- Evans, David (1971). Tommy Johnson. Studio Vista. SBN 289 70150
- Ferguson, James & Richard Gellis (1976): Country Blues Bottleneck Guitar (Walter Kane Publications, New York)
- Freeland, Tom (2000). Robert Johnson: Some Witnesses to a Short Life in Living Blues no. 150 March/April 200 p. 49
- Gioia, Ted (2008). Delta Blues. The Life and Times of the Mississippi Masters Who Revolutionised American Music. Norton, ISBN 978-0-393-33750-1
- Graves, Tom (2008). Crossroads: The Life and Afterlife of Blues Legend Robert Johnson. DeMers Books, ISBN 978-0-9816002-1-5
- Greenberg, Alan (1983). Love in Vain: The Life and Legend of Robert Johnson. Doubleday Books, ISBN 0-385-15679-0
  - 1994 revised edition retitled Love in Vain: A Vision of Robert Johnson, with foreword by Martin Scorsese, Da Capo Press, ISBN 0-306-80557-X
- Guralnick, Peter (1989). Searching for Robert Johnson (1989). E. P. Dutton hardcover: ISBN 0-525-24801-3, Plume 1998 paperback: ISBN 0-452-27949-6
- Komara, Edward (2007). The Road to Robert Johnson, The genesis and evolution of blues in the Delta from the late 1800s through 1938. Hal Leonard. ISBN 0-634-00907-9
- Marcus, Greil (1975). Mystery Train. E.P. Dutton.
- Hamilton, Marybeth (2007). In Search of the Blues. Black Voices, White Visions. Jonathan Cape. ISBN 0-224-06018-X
- Lomax, Alan (1993). The Land Where the Blues Began. Methuen. ISBN 0-413-67850-4
- Neff, Robert & Anthony Connor (1975). Blues. David R Godine. Quoted in Pearson & McCulloch p. 114.
- Palmer, Robert (1982) paperback edition. Deep Blues. Macmillan, ISBN 0-333-34039-6
- Pearson, Barry Lee; McCulloch, Bill (2003). Robert Johnson: Lost and Found. University of Illinois Press, ISBN 0-252-02835-X
- Schroeder, Patricia R. (2004). Robert Johnson, Mythmaking, and Contemporary American Culture. University of Illinois Press, ISBN 0-252-02915-1
- Russell, Tony (2004). Country Music records, A Discography, 1921–1942. Oxford. ISBN 0-19-513989-5
- Townsend, Henry (1999). A Blues Life. As told to Bill Greensmith. University of Illinois Press. ISBN 0-252-02526-1
- Wald, Elijah (2004). Escaping the Delta: Robert Johnson and the Invention of the Blues. Amistad. ISBN 0-06-052423-5
- Wardlow, G., & Komara, E. M. (1998). Chasin' that devil music: searching for the blues. San Francisco, Calif: Miller Freeman Books. ISBN 0-87930-652-1
- Welding, Pete (1966). Robert Johnson. Hell hound on his trail. In Down Beat Music '66: 73–76, 103
- Wolf, Robert (2004) Hellhound on My Trail: The Life of Robert Johnson, Bluesman Extraordinaire. Mankato, MN: Creative Editions. ISBN 1-56846-146-1

## Eksterne links
- Robert Johnson death certificate – State of Mississippi Arkiveret 4. marts 2016 hos  Wayback Machine
- Los Angeles Times article Arkiveret 30. september 2009 hos  Wayback Machine regarding Johnson's life and legacy, and the legal battle over it
- Vanity Fair article (November 2008 edition) on a purported new photograph of Robert Johnson with Johnny Shines
- Article about pitch speed
- Website Arkiveret 3. april 2007 hos  Wayback Machine at the University of Virginia
- Site for "Escaping the Delta" with links to related material
- Delta Guitar Player Robert Johnson Arkiveret 13. marts 2016 hos  Wayback Machine
- Robert Johnson at Find-A-Grave
- Deal with the Devil: Understanding Robert Johnson, His Music and His Impact by the Soul of Rock 'n' Roll